# Regla de Oddo-Harkins

Abundancias estimadas de los elementos químicos en el sistema solar. El hidrógeno y el helio, los números atómicos son 1 y 2, respectivamente, son los más abundantes, desde el Big Bang. Los siguientes tres elementos con números atómicos superiores a 2 —Li, Be y B, con números atómicos 3, 4 y 5, respectivamente— son raros porque son poco sintetizados en el Big Bang y también en las estrellas. Las dos tendencias generales en los elementos restantes producidos por las estrellas son: (1) una alternancia de abundancia en los elementos, ya sea que tengan números atómicos pares o impares (la regla de Oddo-Harkins), y (2) una disminución general de la abundancia, como elementos volverse más pesado. El hierro es especialmente común porque representa el núclido de energía mínima que se puede producir por fusión de helio en supernovas. Los elementos 43 Tecnecio (Tc) y 61 Prometio (Pm) se omiten del gráfico debido a su abundancia cósmica extremadamente baja, que está muy por debajo de los núclidos pares adyacentes.

La regla de Oddo-Harkins sostiene que un elemento con un número atómico par (como el oxígeno: elemento 8) es más abundante que los elementos con números atómicos impares adyacentes más grandes y más pequeños (como nitrógeno: elemento 7 y el flúor: elemento 9). Esta tendencia a la abundancia de elementos químicos fue informada por Giuseppe Oddo en 1914 y William Draper Harkins en 1917.
Todos los átomos más grandes que el hidrógeno se forman en estrellas o supernovas mediante nucleosíntesis, cuando la gravedad, la temperatura y la presión alcanzan niveles lo suficientemente altos como para fusionar protones y neutrones. Más tarde, después de que el nuevo núcleo se haya enfriado lo suficiente, puede capturar electrones creando una capa de electrones a su alrededor, originando un átomo completo. El número de protones en el núcleo, llamado número atómico, identifica de forma única un elemento químico.
Esta regla afirma que los elementos con un número atómico impar tienen un protón desapareado y les es más fácil capturar otro, aumentando así su número atómico. Es posible que en elementos pares de números atómicos los protones estén emparejados, con cada miembro del par equilibrando el espín del otro; de esta forma, incluso la paridad aumenta la estabilidad de los nucleones. 

## Excepciones a la regla
Este postulado, no se aplica al elemento más abundante y simple del universo de la tabla periódica de elementos: el hidrógeno, con un número atómico de 1. Esto puede deberse a que, en su forma ionizada, un átomo de hidrógeno se convierte en un solo protón, del cual se teoriza que fue uno de los primeros conglomerados importantes de quarks durante el segundo inicial del período de inflación del Universo, después del Big Bang. En este período, cuando la inflación del universo lo había llevado de un punto infinitesimal a aproximadamente el tamaño de una galaxia moderna, las temperaturas en la sopa de partículas cayeron de más de un billón de grados a varios millones de grados. 
Este período permitió la fusión de protones individuales y núcleos de deuterio para formar núcleos de helio y litio, pero fue demasiado corto para que cada ion H+ se reconstituyera en elementos más pesados. En este caso, el helio, sigue siendo la contraparte par del hidrógeno. Así, el hidrógeno neutro, o el hidrógeno emparejado con un electrón, el único leptón estable, constituía la gran mayoría de las porciones de materia no aniquiladas que quedaban tras la conclusión de la inflación.
Otra excepción a la regla es el berilio, que, incluso con un número atómico par (4), es más raro que los elementos de número impar vecinos (litio y boro). Esto se debe a que la mayor parte del litio, berilio y boro del universo se produce por espalación de rayos cósmicos y no por nucleosíntesis estelar ordinaria. Además el berilio tiene solo un isótopo estable, lo que hace que no sea tan abundante como sus vecinos, ambos con dos isótopos estables.

### Relación con la fusión
Este patrón se nota inmediatamente después de que se produce la fusión incontrolada de una estrella supermasiva, en la que una masa determinada de elementos con números atómicos pares e impares está formada por una masa ligeramente mayor de hidrógeno y helio; donde la masa de los elementos creados se dispersa con una explosión desde el interior de la estrella hacia el exterior, para unirse al resto del medio interestelar.
Cuando se produce una fusión con núcleos cada vez más grandes, la entrada de energía se vuelve cada vez más grande y la salida de energía se vuelve cada vez más pequeña; el punto en el que estos dos potenciales se encuentran en la tabla periódica de elementos está en algún lugar entre los elementos hierro, elemento 26, y níquel, elemento 28. A partir de este momento, la fusión se vuelve cada vez más difícil de forma exponencial, lo que hace cada vez más dudosa la probabilidad de encontrar discrepancias en la regla Oddo-Harkins.